# Robert Forster
Robert Wallace Forster Jr. (Rochester, Nueva York, 13 de julio de 1941-Los Ángeles, California, 11 de octubre de 2019), conocido profesionalente como Robert Forster, fue un actor estadounidense, conocido por sus papeles como John Cassellis en Medium Cool de Haskell Wexler (1969), el terrorista libanés Abdul Rafai en Delta Force (1986) y Max Cherry en Jackie Brown de Quentin Tarantino (1997), por el que fue nominado para el premio de la Academia al mejor actor secundario.
La variada filmografía de Forster incluye además títulos como Reflejos en un ojo dorado (1967), The Black Hole (1979), Alligator (1980), Me, Myself & Irene (2000), Mulholland Drive (2001), The Descendants (2011), Olympus Has Fallen (2013), London Has Fallen (2016) y What They Had (2018).
También tuvo papeles prominentes en series de televisión como Banyon (1971-1973), Heroes (2007-2008) y Twin Peaks (2017). Desde (2012-2018) tuvo un papel recurrente como Bud Baxter, el padre del personaje interpretado por Tim Allen, Mike Baxter, en la comedia Last Man Standing que abre un dispensario de cannabis poco después de que se legalizara en el estado, con un poco de ayuda de marketing de su hijo. Ganó el Premio Saturno al Mejor Papel Protagonista Invitado en Televisión por su actuación en el episodio Breaking Bad "Granite State" (2013), repitiendo su papel en la secuela de la serie El Camino: una película de Breaking Bad y en el primer capítulo de la quinta temporada del spin off Better Call Saul.

## Primeros años
Forster nació en Rochester, Nueva York, hijo de Grace Dorothy (de soltera, Montanarella) y Robert Wallace Foster Sr., quien trabajó como entrenador de elefantes para el Ringling Brothers and Barnum & Bailey Circus y luego como ejecutivo para una empresa de suministro de panificación. Su madre era de ascendencia italiana, mientras que su padre era de ascendencia inglesa e irlandesa. La pareja se divorció en 1949.
Como tributo a su padre, Forster colgó uno de los carteles del Circo Barnum & Bailey de su padre en la oficina del personaje que interpretaba en Jackie Brown. Completó su Bachillerato en Historia del Arte en 1964 en la Universidad de Rochester, donde protagonizó montajes teatrales estudiantiles como Bye Bye Birdie y, tras renunciar a su intención inicial de estudiar derecho, decidió convertirse en actor.
Empezó a interesarse en la actuación mientras asistía a la Madison High School, donde actuó en varios musicales. Tras graduarse en 1959 en la Universidad de Rochester obtuvo una beca en fútbol y siguió desempeñándose como estudiante teatral.
Después de ganarse una licenciatura en psicología de Rochester en 1963, tomó un aprendizaje en el Orient Theater de Rochester, donde actuó en montajes como West Side Story. Se había mudado a Nueva York en 1965 cuando le llegó su primera gran oportunidad dando la réplica a Arlene Francis en la obra Mrs. Dailey Has a Lover. Poco después de que la obra dejara de estar en cartel y al resultarle difícil encontrar nuevos trabajos en el teatro, regresó a Rochester donde trabajó como un suplente docente.

## Carrera
Después de aclamadas actuaciones de apoyo en dos películas importantes de Hollywood, una como el soldado Williams en Reflections in a Golden Eye de John Huston (1967), otra como el explorador del ejército indio Nick Tana en The Stalking Moon de Robert Mulligan (1968), Forster protagonizó la crítica en la aclamada película Medium Cool (1969). Tras protagonizar papeles en las series de televisión Banyon (1972) y Nakia (1974), interpretó principalmente papeles secundarios en películas de acción y terror, incluido The Black Hole de Disney (1979). Durante la década de los ochenta Forster tuvo papeles principales en series B de culto como Alligator (1980), Vigilante (1983), Delta Force (1986) y El banquero (1989).
Forster apareció en Jackie Brown interpretando a Max Cherry, lo que le valió una nominación al Premio de la Academia al Mejor Actor de Reparto en 1997. Jackie Brown revitalizó la carrera de Forster, de manera similar a lo que les ha sucedido a muchos actores que aparecen en las películas de Quentin Tarantino. Desde entonces no dejó de trabajar en la industria cinematográfica, apareciendo en Like Mike, Mulholland Drive, Me, Myself & Irene, Lucky Number Slevin y Firewall. Apareció en la película para televisión The Hunt for the BTK Killer, como el detective que intenta capturar al asesino en serie Dennis Rader. También interpretó al padre de Van en la efímera serie de Fox Fastlane.
Forster grabó un anuncio de servicio público para la campaña de Alfabetización Hip-Hop de Deejay Ra en el que animaba a leer libros de Elmore Leonard. (Protagonizó la adaptación cinematográfica del libro de Leonard Rum Punch, llevado a la pantalla como Jackie Brown).
Apareció en la exitosa serie de la NBC Héroes como Arthur Petrelli, el padre de Nathan y Peter Petrelli, así como el ganador del premio Emmy AMC drama Breaking Bad como Walter White nuevo especialista identidad 's (un papel que luego repitió en El Camino: una película de Breaking Bad). Interpretó a Mike Baxter, el padre del personaje interpretado por Tim Allen, Bud Baxter, en la exitosa comedia de Fox Last Man Standing. Forster también fue un orador motivacional.[cita requerida]
Él fue la primera opción para al sheriff Harry S. Truman en David Lynch 's Twin Peaks, pero tuvo que rechazarlo debido a un compromiso previo con un piloto de televisión diferente, y fue reemplazado por Michael Ontkean. Continuaría apareciendo en Mulholland Drive de Lynch, un piloto de una serie de televisión que no fue muy acogida pero que luego se convirtió en una película aclamada por la crítica, y finalmente apareció en Twin Peaks interpretando al hermano del sheriff Harry S. Truman, el sheriff Frank Truman; y en Twin Peaks: The Return cuando Ontkean no estuvo disponible para repetir su papel. Sobre esto, Forster dijo: «David Lynch, qué buen tipo es. Quería contratarme para el original, hace 25 años, por una parte, y me comprometí con otro tipo para un piloto que nunca fue. Así que yo no hice los Twin Peaks originales, que habrían cambiado la vida. Es un éxito gigantesco si recuerdas esos años, un fenómeno. Pero no lo hice. [...] Y esta vez, conseguí una llamada de mis agentes y me dijeron: "David Lynch te va a llamar". Cuando me llamó cinco minutos después, me dijo: "Me gustaría que vinieras a trabajar conmigo otra vez". Y yo dije: 'Lo que sea es David, ¡aquí voy!"».
Forster participó en El Camino: A Breaking Bad Movie, repitiendo el personaje de Ed el "Desaparecido" de la serie Breaking Bad. La película fue lanzada el día de su muerte.
Su penúltima aparición fue en el primer capítulo de la quinta temporada de la serie Better Call Saul. Su última actuación fue en el tercer capítulo de la serie Amazing Stories, remake de la serie antológica de Steven Spielberg de la década de los 80, donde interpretó a un abuelo convertido en el superhéroe de su infancia gracias a un anillo con superpoderes.

## Vida personal
Forster era miembro de la Triple Nine Society. Se casó con June (nacida Provenzano) el 14 de mayo de 1966, después de reunirse en su alma mater, la Universidad de Rochester. El matrimonio tuvo tres hijas, Elizabeth (nacida en 1967), Kathrine "Kate" (nacida en 1969) y Maeghen (nacida en 1972). Se divorciaron el 20 de septiembre de 1975. Estuvo casado con Zivia Forster de 1978 a 1980. También tuvo un hijo, Robert III (nacido en 1965), de una relación anterior.
Durante más de quince años, desde 2004 hasta su muerte, Forster convivió con la actriz Denise Grayson.

## Muerte
Forster murió el 11 de octubre de 2019 a la edad de 78 años de cáncer cerebral en su casa en Los Ángeles, rodeado de familiares.

## Filmografía
| Año     | Título                                       | Papel                    |
| ------- | -------------------------------------------- | ------------------------ |
| 1967    | Reflejos en un ojo dorado                    | Soldado L.G. Williams    |
| 1968    | La noche de los gigantes, de Robert Mulligan | Nick Tana                |
| 1969    | Justine                                      | Narouz                   |
| 1969    | Medium Cool, de Haskell Wexler               | John Cassellis           |
| 1970    | Cover Me Babe                                | Tony Hall                |
| 1973    | El Don ha muerto, de Richard Fleischer       | Frank                    |
| 1977    | Stunts                                       | Glen Wilson              |
| 1978    | Avalancha                                    | Nick Thorne              |
| 1979    | The Lady in Red, de Lewis Teague             | Turk (no acreditado)     |
| 1979    | The Black Hole, de Gary Nelson               | Capitán Dan Holland      |
| 1980    | Alligator                                    | David                    |
| 1981    | Goliath Awaits                               | Jeff Selrik              |
| 1981    | Heartbreak High                              | Alan Arnoldi             |
| 1983    | Vigilante, de William Lustig                 | Eddie Marino             |
| 1983    | Walking the Edge                             | Jason Walk               |
| 1986    | Hollywood Harry, de Robert Forster           | Harry Petry              |
| 1986    | Delta Force                                  | Abdul Rafai              |
| 1988    | Escuadrón, de José Antonio de la Loma        | Dictador                 |
| 1989    | The Banker                                   | Dan                      |
| 1990    | Checkered Flag                               | Jack Cotton              |
| 1990    | El pacificador                               | Yates                    |
| 1991    | 29th Street                                  | Sgt. Tartaglia           |
| 1994    | American Yakuza                              | Littman                  |
| 1996    | Original Gangstas, de Larry Cohen            | Detective Slatten        |
| 1997    | Demolition University                        | Gentry                   |
| 1997    | American Perfekt                             | Jake Nyman               |
| 1997    | Jackie Brown                                 | Max Cherry               |
| 1998    | Psicosis, de Gus van Sant                    | Dr. Simon                |
| 1998    | La ventana indiscreta                        | Detective Charlie Moore  |
| 1998    | Outside Ozona                                | Odell Parks              |
| 1999    | It's the Rage                                | Tyler                    |
| 1999    | Kiss Toledo Goodbye                          | Sal Fortuna              |
| 2000    | Supernova                                    | A.J. Marley              |
| 2000    | Lakeboat                                     | Joe Kitko                |
| 2000    | Me, Myself & Irene                           | Coronel Parington        |
| 2000    | Diamond Men                                  | Eddie Miller             |
| 2001    | Mulholland Drive                             | Detective Harry McKnight |
| 2001    | Human Nature                                 | Padre de Nathan          |
| 2001    | Finder's Fee                                 | Oficial Campbell         |
| 2002    | Like Mike                                    | Entrenador Wagner        |
| 2002    | Lone Hero                                    | Gus                      |
| 2002    | Strange Hearts                               | Jack Waters              |
| 2002    | Murder in Greenwich                          | Steve Carroll            |
| 2003    | Confidence                                   | Morgan Price             |
| 2003    | Los Ángeles de Charlie: Al límite            | Roger Wixon              |
| 2003    | Grand Theft Parsons                          | Stanley Parsons          |
| 2005    | The Hunt for the BTK Killer                  | Detective Jason Magida   |
| 2006    | Firewall                                     | Harry Romano             |
| 2006    | Lucky Number Slevin                          | Murphy                   |
| 2007    | D-War                                        | Wilson                   |
| 2007    | Rise: Cazadora de sangre                     | Lloyd                    |
| 2007    | Cleaner                                      | Arlo Grange              |
| 2008    | Jack and Jill vs. the World                  | Norman                   |
| 2009    | The Code                                     | Teniente Samuel Weber    |
| 2009    | Los fantasmas de mis exnovias                | Sgt. Volkom              |
| 2010 ki | Middle Men                                   | Louie                    |
| 2011    | Girl Walks into a Bar                        | Dodge                    |
| 2011    | Los descendientes                            | Scott Thorson            |
| 2013    | Ataque a la Casa Blanca                      | General Edward Clegg     |
| 2014    | Autómata                                     | Robert Bold              |
| 2015    | Survivor                                     | Bill Talbot              |
| 2016    | London Has Fallen                            | General Edward Clegg     |
| 2017    | El caso de Cristo                            | Walter Strobel           |
| 2017    | Actos de venganza                            | Chuck                    |
| 2018    | What They Had                                | Burt                     |
| 2018    | Damsel                                       | Viejo predicador         |
| 2019    | El Camino                                    | Ed                       |
| 2020    | Amazing Stories                              | Grandfather Joe          |
| 2020    | The Werewolf                                 | Sherif Hadley            |

## Premios y distinciones
Premios Óscar
| Año  | Categoría                       | Película     | Resultado |
| ---- | ------------------------------- | ------------ | --------- |
| 1998 | Oscar al mejor actor de reparto | Jackie Brown | Nominado  |